# Road to Singapore
Road to Singapore (bra: A Sereia das Ilhas; prt: A Caminho de Singapura) é um filme de comédia de 1940 dirigido por Victor Schertzinger e protagonizado por Bob Hope, Bing Crosby e Dorothy Lamour. É o primeiro filme de sete no total da série Road to..., a qual o trio protagoniza.

## Sinopse
Ace Lannigan (Bob Hope) e seu amigo Josh Mallon (Bing Crosby) vão para Singapura com o objetivo de escapar de todas suas confusões envolvendo a polícia e o casamento de Ace com uma moça a mando de três vigaristas, que é uma completa estranha e desconhecida para ele.

## Elenco
- Bing Crosby - Joshua "Josh" Mallon V
- Bob Hope - Ace Lannigan
- Dorothy Lamour - Mima
- Charles Coburn - Joshua Mallon IV
- Judith Barrett - Gloria Wycott
- Anthony Quinn - Caesar
- Jerry Colonna - Achilles Bombanassa